# Група армии „Х“
Група армии „Х“ (Heeresgruppe H) е военно формирование на нацисткия Вермахт, което служи по време на Втората световна война в Нидерландия и Северен Рейн-Вестфалия.
Армията е създадена на 11 ноември 1944 г. специално при Битката за Холандия. Тя съдържа следните формаци: 1-ва парашутна армия и 15-а армия (през януари 1945 г. преименувана на 25-а армия). Гарнизона на Холандците съдържа дванадесет дивизии. През март 1945 г., след като Група армии „Х“ се стабилизира тя е командванта от главно-командващия северозапада Ернст Буш. Групата армии е била изтласкана от брега на река Рейн в рамките на Операция Версити и по-късно през май 1945 г. тя се предава в Люнебургското поле на фелдмаршал Бърнард Монтгомъри.

## Командири
- Генерал-полковник Курт Щудент (1 ноември 1944 – 28 януари 1945)
- Генерал-полковник Йоханес Блацковиц (28 януари 1945 – 15 април 1945)
- Фелдмаршал Ернст Буш (15 април 1945 – 7 май 1945)